# Ашкенази, Дмитрий
Дмитрий Ашкенази (нем. Dimitri Ashkenazy, 8 октября 1969, Нью-Йорк) — известный швейцарский кларнетист, сын пианиста Владимира Ашкенази, брат пианиста Владимира Свердлова.

## Биография
В детстве в 1978 году переехал вместе с семьёй из Исландии в Швейцарию. 
С 1991 получил мировое признание как кларнетист, даёт авторские концерты на площадках Голливуд-боул в Лос-Анджелесе, в Сиднейском оперном театре, Концертном зале Плейель в Париже, выступает в рамках ежегодного Зальцбургского фестиваля, сотрудничает с Чешским филармоническим оркестром в Праге, Немецким симфоническим оркестром в Берлине, Королевским филармоническим оркестром Британии, Санкт-Петербургской филармонией и др. Также непосредственно сотрудничает с такими деятелями искусства как Питер Максвилл Дейвис, Кшиштоф Пендерецкий, Эдита Груберова, Николай Морозов, Бернд Глемзер и др.

## Дискография
- Franz Krommer: Klarinettenkonzert & Sinfonia Concertante - Northern Sinfonia; Howard Griffiths, Dirigent - paladino music pmr 0024 (2012)
- Wolfgang Amadeus Mozart, Johannes Brahms, Alexander von Zemlinsky: Klarinettentrios; Wolfgang Amadeus Mozart: Klarinettenquintett; Johannes Brahms: Sonate op. 120/1; Franz Schubert: Der Hirt auf dem Felsen - Roland Krüger, Klavier; Christopher Hinterhuber, Klavier; Ursula Langmayr, Sopran; Acies Quartett, Manuel Hofer, Viola; Martin Rummel, Violoncello - paladino music pmr 0005 (2011)